# Ulster Grand Prix 1955
De Ulster Grand Prix 1955 was de zevende Grand Prix van wereldkampioenschap wegrace in het seizoen 1955. De races werden verreden op 11- en 13 augustus 1955 op het Dundrod Circuit, een stratencircuit in County Antrim. In Ulster kwamen slechts drie klassen aan de start: Op donderdag 11 augustus de 350 cc-klasse en op zaterdag 13 augustus de 250cc- en de 500cc-klasse. De werelditels in de 500cc-klasse en de 350cc-klasse waren al beslist.

## Algemeen
In Ulster had men drie dagen nodig om slechts drie klassen te laten racen. Dat het publiek langs het Dundrod Circuit niets hoefde te betalen (openbare weg) was terecht: van de top tien in de 500cc-stand kwam helemaal niemand aan de start. Gilera bleef helemaal thuis, MV Agusta stuurde alleen de 250cc-rijders en Moto Guzzi gaf voor de gelegenheid een 500cc-racer aan Bill Lomas, maar Ken Kavanagh en Duilio Agostini kwamen niet opdagen. De privérijders, die zich op 25 augustus in Nederland moesten verantwoorden voor de rijdersstaking tijdens de TT van Assen, gebruikten de Ulster Grand Prix om de Professional Riders Association op te richten, die door de KNMV als partij niet werd geaccepteerd omdat ze ten tijde van het gebeurde nog niet bestond.

## 500cc-klasse
Zonder de deelname van de beste coureurs uit de 500cc-klasse werd de race vooral een grote tegenslag voor Norton, dat weliswaar geen fabrieksteam meer had, maar terecht had gehoopt op een overwinning. Moto Guzzi had haar Quattro Cilindri terzijde geschoven en was nog niet klaar met de ontwikkeling van de Otto Cilindri, maar had intussen de eencilinder Monocilindrica 500 van twee bovenliggende nokkenassen voorzien. Bill Lomas won er de race mee voor John Hartle (Norton) en Dickie Dale, eveneens met een Monocilindrica 500. De overige punten werden verdeeld onder privérijders.
| Pos | Coureur           | Merk       | Tijd      | Punten |
| --- | ----------------- | ---------- | --------- | ------ |
| 1   | Bill Lomas        | Moto Guzzi | 2:00"31'0 | 8      |
| 2   | John Hartle       | Norton     | +6'0      | 6      |
| 3   | Dickie Dale       | Moto Guzzi | +3"13'0   | 4      |
| 4   | Bob McIntyre      | Norton     | +4"21'0   | 3      |
| 5   | Peter Murphy      | Matchless  | +1 ronde  | 2      |
| 6   | John Clark        | Matchless  | +1 ronde  | 1      |
| 7   | Eric Jones        | Norton     | +2 ronden |        |
| 8   | Percy Tait        | Norton     | +2 ronden |        |
| 9   | William Collett   | Matchless  | +2 ronden |        |
| 10  | Maurice Low       | BSA        | +2 ronden |        |
| 11  | Bob Matthews      | Velocette  | +2 ronden |        |
| 12  | Malcolm Templeton | Matchless  | +3 ronden |        |
| 13  | Kenneth Tostevin  | Matchless  | +3 ronden |        |
| 14  | Agnus Martin      | Norton     | +3 ronden |        |
| 15  | Harry Turner      | Norton     | +3 ronden |        |
| 16  | Ralph Rensen      | Norton     | +3 ronden |        |
| 17  | Ernie Oliver      | Norton     | +3 ronden |        |
| 18  | Dick Knox         | Norton     | +3 ronden |        |
| 19  | Robert King       | Norton     | +3 ronden |        |
| 20  | Ken Swallow       | Matchless  | +4 ronden |        |
| 21  | Jimmy Hayes       | AJS        | +4 ronden |        |
| 22  | Roy Evans         | Matchless  | +4 ronden |        |

| Coureur        | Merk       | Oorzaak |
| -------------- | ---------- | ------- |
| Jack Ahearn    | Norton     |         |
| Arthur Wheeler | Moto Guzzi |         |
| Dave Chadwick  | Norton     |         |
| Jack Brett     | Norton     |         |
| John Surtees   | Norton     |         |

| Coureur           | Merk       | Oorzaak    |
| ----------------- | ---------- | ---------- |
| Bob Brown         | Matchless  |            |
| Ken Kavanagh      | Moto Guzzi | Teambeleid |
| Auguste Goffin    | Norton     |            |
| Firmin Dauwe      | Norton     |            |
| Léon Martin       | Gilera     |            |
| Ernst Riedelbauch | BMW        |            |
| Walter Zeller     | BMW        |            |
| Jacques Collot    | Norton     |            |
| Pierre Monneret   | Gilera     |            |
| Derek Ennett      | Matchless  |            |
| Geoff Duke        | Gilera     | Teambeleid |
| John Storr        | Norton     |            |
| Reg Armstrong     | Gilera     | Teambeleid |
| Alfredo Milani    | Gilera     | Teambeleid |
| Carlo Bandirola   | MV Agusta  | Teambeleid |
| Duilio Agostini   | Moto Guzzi | Teambeleid |
| Giuseppe Colnago  | Gilera     | Teambeleid |
| Libero Liberati   | Gilera     | Teambeleid |
| Nello Pagani      | MV Agusta  | Teambeleid |
| Orlando Valdinoci | Gilera     |            |
| Tito Forconi      | MV Agusta  | Teambeleid |
| Umberto Masetti   | MV Agusta  | Teambeleid |
| Drikus Veer       | Gilera     |            |
| Eddie Grant       | Norton     |            |

### Top tien tussenstand 500cc-klasse
| Pos | Coureur                     | Merk       | Ptn |
| --- | --------------------------- | ---------- | --- |
| 1   | Geoff Duke (wereldkampioen) | Gilera     | 32  |
| 2   | Reg Armstrong               | Gilera     | 24  |
| 3   | Umberto Masetti             | MV Agusta  | 11  |
| 4   | Carlo Bandirola             | MV Agusta  | 10  |
| 4   | Giuseppe Colnago            | Gilera     | 10  |
| 6   | Bill Lomas                  | Moto Guzzi | 8   |
| 7   | Libero Liberati             | Gilera     | 6   |
| 7   | Walter Zeller               | BMW        | 6   |
| 7   | Pierre Monneret             | Gilera     | 6   |
| 7   | John Hartle                 | Norton     | 6   |

## 350cc-klasse
Kerverse wereldkampioen Bill Lomas won ook de Ulster Grand Prix voor Norton-privérijders John Hartle en John Surtees.
| Pos | Coureur        | Merk       | Tijd      | Punten |  |
| --- | -------------- | ---------- | --------- | ------ |  |
| 1   | Bill Lomas     | Moto Guzzi | 1:39"38'0 | 8      |  |
| 2   | John Hartle    | Norton     |           | 6      |  |
| 3   | John Surtees   | Norton     |           | 4      |  |
| 4   | Cecil Sandford | Moto Guzzi |           | 3      |  |
| 5   | Bob McIntyre   | Norton     |           | 2      |  |
| 6   | Peter Murphy   | AJS        |           | 1      |  |

| Coureur     | Merk       | Oorzaak |
| ----------- | ---------- | ------- |
| Dickie Dale | Moto Guzzi |         |

| Coureur           | Merk       |
| ----------------- | ---------- |
| Keith Campbell    | Norton     |
| Ken Kavanagh      | Moto Guzzi |
| Maurice Quincey   | Norton     |
| Auguste Goffin    | Norton     |
| August Hobl       | DKW        |
| Hans Bartl        | DKW        |
| Karl Hofmann      | DKW        |
| Jacques Collot    | Norton     |
| Duilio Agostini   | Moto Guzzi |
| Enrico Lorenzetti | Moto Guzzi |
| Roberto Colombo   | Moto Guzzi |

### Top tien tussenstand 350cc-klasse
(Punten tussen haakjes zijn inclusief streepresultaten)
| Pos | Coureur                     | Merk       | Ptn     |
| --- | --------------------------- | ---------- | ------- |
| 1   | Bill Lomas (wereldkampioen) | Moto Guzzi | 32 (38) |
| 2   | August Hobl                 | DKW        | 15      |
| 3   | Cecil Sandford              | Moto Guzzi | 13      |
| 4   | John Surtees                | Norton     | 11      |
| 5   | Dickie Dale                 | Moto Guzzi | 10      |
| 5   | Ken Kavanagh                | Moto Guzzi | 10      |
| 7   | Duilio Agostini             | Moto Guzzi | 8       |
| 7   | Bob McIntyre                | Norton     | 8       |
| 9   | John Hartle                 | Norton     | 7       |
| 10  | Roberto Colombo             | Moto Guzzi | 6       |

## 250cc-klasse
Hermann Paul Müller wist nog niet precies hoeveel punten hij had, want hij had een protest ingediend tegen de overwinning van Bill Lomas in Assen (Lomas had daar getankt zonder zijn motor af te zetten). Daarom was het van belang dat hij in Ulster zou winnen, maar dat lukte niet. Het werd een succes voor de NSU Sportmax-productieracer omdat John Surtees won voor Sammy Miller, maar Müller werd slechts zesde. Een meevaller was dat concurrent Cecil Sandford slechts vijfde werd, waardoor Müller aan de leiding van het wereldkampioenschap bleef.
| Pos | Coureur             | Merk       | Tijd    | Punten |  |
| --- | ------------------- | ---------- | ------- | ------ |  |
| 1   | John Surtees        | NSU        | 1:6"4'0 | 8      |  |
| 2   | Sammy Miller        | NSU        |         | 6      |  |
| 3   | Umberto Masetti     | MV Agusta  |         | 4      |  |
| 4   | Bill Lomas          | MV Agusta  |         | 3      |  |
| 5   | Cecil Sandford      | Moto Guzzi |         | 2      |  |
| 6   | Hermann Paul Müller | NSU        |         | 1      |  |

| Coureur           | Merk          |
| ----------------- | ------------- |
| Luigi Taveri      | MV Agusta     |
| Hans Baltisberger | NSU           |
| Helmut Hallmeier  | NSU           |
| Wolfgang Brand    | NSU           |
| Arthur Wheeler    | Moto Guzzi    |
| Bill Webster      | Velocette     |
| Dave Chadwick     | RDS-Velocette |
| Carlo Ubbiali     | MV Agusta     |
| Enrico Lorenzetti | Moto Guzzi    |

### Top tien tussenstand 250cc-klasse
| Pos | Coureur             | Merk       | Ptn |
| --- | ------------------- | ---------- | --- |
| 1   | Hermann Paul Müller | NSU        | 17  |
| 2   | Cecil Sandford      | Moto Guzzi | 14  |
| 3   | Luigi Taveri        | MV Agusta  | 11  |
| 3   | Bill Lomas          | MV Agusta  | 11  |
| 5   | Umberto Masetti     | MV Agusta  | 10  |
| 6   | John Surtees        | NSU        | 8   |
| 7   | Wolfgang Brand      | NSU        | 6   |
| 7   | Arthur Wheeler      | Moto Guzzi | 6   |
| 7   | Sammy Miller        | NSU        | 6   |
| 10  | Enrico Lorenzetti   | Moto Guzzi | 3   |

1922 · 1923 · 1924 · 1925 · 1926 · 1927 · 1928 · 1929 · 1930 · 1931 · 1932 · 1933 · 1934 · 1935 · 1936 · 1937 · 1938 · 1939 · 1946 · 1947 · 1948 · 1949 · 1950 · 1951 · 1952 · 1953 · 1954 · 1955 · 1956 · 1957 · 1958 · 1959 · 1960 · 1961 · 1962 · 1963 · 1964 · 1965 · 1966 · 1967 · 1968 · 1969 · 1970 · 1971 · 1973 · 1974 · 1975 · 1976 · 1977 · 1978 · 1979 · 1980 · 1981 · 1982 · 1983 · 1984 · 1985 · 1986 · 1988 · 1989 · 1990 · 1991 · 1992 · 1993 · 1994 · 1995 · 1996 · 1997 · 1998 · 1999 · 2000 · 2001 · 2002 · 2003 · 2004 · 2005 · 2006 · 2007 · 2008 · 2009 · 2010 · 2011 · 2012 · 2013 · 2014 · 2015